# Costantino Bresciani Turroni
Costantino Bresciani Turroni (ur. 26 lutego 1882 w Weronie, zm. 7 grudnia 1963 w Mediolanie) – włoski ekonomista, statystyk i polityk, w roku 1953 minister handlu zagranicznego w rządzie Giuseppe Pelli.
Autor Le Vicende der Marco Tedesco (1931) – analizy sytuacji gospodarczej Niemiec w latach 1914–1923 – okresu deprecjacji marki niemieckiej i hiperinflacji – która stała się kamieniem milowym w ówczesnych debatach na temat przyczyn niemieckiej inflacji.

## Życiorys
Costantino Bresciani Turroni urodził się 26 lutego 1882 roku w Weronie jako jedyny syn Alessandro Brescianiego – inżyniera i Erminii Turroni. Ojciec zmarł, gdy Costantino miał półtora roku; samotną matką z dzieckiem zaopiekowała się rodzina Turronich – a Costantino przyjął w 1908 roku również nazwisko matki. Po dziesięciu latach matka ponownie wyszła za mąż – za Eduardo Volpiego, oficera policji. Z uwagi na specyfikę pracy Volpiego – częste przenosiny, rodzina zmuszona była do przeprowadzek a Costantino do zmiany szkoły. Costantino uczęszczał do szkół w Weronie, Vicenzy, Teramo i Palermo.
W 1898 roku rozpoczął studia prawnicze na uniwersytecie w Palermo (it. Università degli Studi di Palermo). Wkrótce jego zainteresowania skupiły się na ekonomii i Bresciani Turroni zaczął uczęszczać na wykłady z ekonomii politycznej, statystyki i ekonomii sektora publicznego. Po przeniesieniu ojczyma do Vicenzy, Bresciani Turroni przeniósł się na Uniwersytet Padewski (wł. Università degli Studi di Padova). W 1902 roku przedstawił pracę dyplomową na temat relacji pomiędzy obiegiem pieniądza i rozwojem gospodarczym. W latach 1903–1905 Bresciani Turroni przebywał w Berlinie, gdzie podjął dalsze studia m.in. u Gustava Schmollera, Adolpha Wagnera i Władysława Bortkiewicza. Ten ostatni wywarł ogromny wpływ na dalszą karierę naukową Brescianiego Turroniego, który po powrocie do Włoch poświęcił się statystyce.
W 1907 roku został wykładowcą statystyki na Uniwersytecie w Pawii (wł. Università degli Studi di Pavia), a w roku 1909 objął profesurę na uniwersytecie w Palermo. W 1917 roku zgodził się objąć katedrę statystyki na uniwersytecie w Genui (wł. Università degli Studi di Genova), jednak swoje obowiązki uniwersyteckie podjął dopiero we wrześniu 1919 roku z uwagi na udział w działaniach wojennych, a następnie uczestnictwo w delegacji włoskiej na konferencji pokojowej w Paryżu.
W 1920 roku ministerstwo spraw zagranicznych powołało Brescianiego Turroniego do włoskiej delegacji w pracach komisji reparacyjnej nadzorującej kwestie zapłaty reparacji wojennych przez pokonane Niemcy. W 1924 roku Bresciani Turroni został doradcą ds. finansów przy berlińskim biurze agencji nadzorującej płatności reparacji zgodnie z postanowieniami Planu Dawesa. W okresie tym Bresciani Turroni przerwał pracę dydaktyczną, poświęcając się funkcji doradcy oraz studiom nad inflacją niemiecką. Prace nad inflacją niemiecką zaowocowały serią artykułów w pismach fachowych (1923–1926), a następnie zebrane, zostały opublikowane w 1931 roku jako Le Vicende der Marco Tedesco – magnum opus Brescianiego Turroniego w dziedzinie ekonomii. Będąc w Berlinie Bresciani Turroni poznał Clarę Lubrecht, z którą ożenił się w 1926.
W 1925 Bresciani Turroni powrócił na uczelnię, i zgodnie z nowymi zainteresowaniami, objął katedrę ekonomii politycznej na Uniwersytecie Bolońskim (wł. Università degli Studi di Bologna). W 1927 roku przeniósł się na uniwersytet w Mediolanie. W 1927 roku na zaproszenie rządu egipskiego objął katedrę ekonomii politycznej na nowo powstałym Uniwersytecie Egipskim w Kairze. Wyjazd zagranicę motywowany był również sytuacją polityczną we Włoszech – w 1925 roku Bresciani Turroni poparł Manifest Antyfaszystowskich Intelektualistów (wł. Manifesto degli intellettuali antifascisti) napisany przez filozofa Benedetta Crocego w odpowiedzi na Manifest Intelektualistów Faszystowskich (wł. Manifesto degli intellettuali fascisti) Giovanniego Gentilego, co najprawdopodobniej przyczyniło się do odebrania mu funkcji odpowiedzialnego za opracowanie haseł z dziedziny ekonomii do nowej encyklopedii Enciclopedia Italiana powstającej pod redakcją Gentilego. Do Włoch powrócił w 1940 roku po wybuchu II wojny światowej, gdzie ponownie zajął się nauczaniem ekonomii politycznej na uniwersytecie w Mediolanie.
Po upadku reżimu faszystowskiego Bresciani Turroni powrócił do polityki – w 1945 opublikował pracę Il programma economico-sociale del liberalismo, która wywarła duży wpływ na polityczny program Włoskiej Partii Liberalnej (wł. Partito Liberale Italiano, PLI). W tym samym roku został prezydentem Banco di Roma, pozostając na tym stanowisku do roku 1959. W latach 1947–1951 z poparcia rządu włoskiego sprawował funkcję dyrektora Międzynarodowego Banku Odbudowy i Rozwoju (ang. International Bank for Reconstruction and Development, IBRD) – jednej z pięciu instytucji wchodzącej w skład Banku Światowego. W 1953 przez sześć miesięcy piastował tekę ministra handlu zagranicznego w rządzie Giuseppe Pelli. Bresciani Turroni przeszedł na emeryturę w 1957. Zmarł po długiej chorobie 7 grudnia 1963 w Mediolanie.

## Poglądy na gospodarkę i działalność naukowa
Zainteresowania naukowe Brescianiego Turroniego skupiały się głównie na zagadnieniach monetarnych, inflacji i cyklu koniunkturalnego.

### Analiza inflacji niemieckiej
W 1931 Bresciani Turroni opublikował wyniki swoich przemyśleń nad przyczynami i przebiegiem inflacji w Republice Weimarskiej – Le Vicende der Marco Tedesco. Analiza ta cieszy się uznaniem wśród wielu ekonomistów – Paul Samuelson i William Nordhaus (1992) uznali Brescianiego Turroniego za największy autorytet w kwestii inflacji niemieckiej. Friedrich Hayek stwierdził, że 

Niewiele innych obcojęzycznych książek na temat ekonomii zasługiwałoby na udostępnienie w języku angielskim w równym stopniu [co ta pozycja].

 Dzieło w przekładzie na język angielski ukazało się drukiem w 1937 roku pod tytułem Economics of Inflation: A Study of Currency Depreciation in Post-War Germany.
Bresciani Turroni przyczyn hiperinflacji upatrywał w nadmiernej emisji pieniądza w celu pokrycia rosnących deficytów budżetowych wynikających z potrzeby finansowania I wojny światowej, powojennej odbudowy gospodarki oraz spłat reparacji wojennych, przez co uważany był przez niektórych za bezkompromisowego zwolennika ilościowej teorii pieniądza.

## Publikacje
Publikacje za listą Samuelsa:

- Tesi di laurea, 1902
- Dell’inluenza delle condizioni economiche sulla forma della curva dei redditi, 1905
- Sull’interpretazione e comparazione di seriazioni di redditi e di patrimoni, 1907
- Über die Methoden der Einkommenverteilungsstatistik, 1907
- A proposito della „Legge dei piccoli numeri”, 1908
- Le variazioni „ciccliche” dei prezzi, 1912
- Cause dell’attuale aumento generale dei prezzi, 1913
- Di alcune relazioni fra prezzi a termine nelle borse dei prodotti, 1915
- Oscillazioni dello sconto e di prezzi, 1916
- Relazioni fra sconto e prezzi durante i cicli economici, 1916
- Dell’inluenza del comercio a termine sulle fluttuazioni dei prezzi, 1917
- „Mitteleuropa”. L’impero economico dell’Europa centrale, 1917
- Movimenti di lunga durata dello sconto e dei prezzi, 1917
- La politica commerciale dell’Italia, 1920
- Considerazioni sui barometri economici, 1928
- The movement of wages in Germany during the depreciation of the mark and after stabilization, 1929
- I limiti del trasferimento di un tributo di guerra, 1930
- Le Vicende del Marco Tedesco, 1931
- Über die Elastizität des Verbrauchs ägyptischer Baumwolle, 1931
- Le Previsioni Economiche, 1932
- Inductive Verification of the Theory of International Payments, 1933
- Egypt’s balance of trade, 1934
- Some consideration on Egypt’s monetary system, 1934
- The „purchasing power parity”, 1934
- The theory of saving, 1936
- The Economics of Inflation. A Study of Currency Depreciation in Post-war Germany, 1937
- La curva dei redditi. Considerazioni sulla legge Paretiana die seconda approssimazione, 1937
- Les traveaux publics en Allmagne comme moyen de lutte contre le chomage, 1937
- On Pareto’s Law, 1937
- The „multiplier” in practice: some results of recent German experience, 1938
- Osservazioni sulla teoria del moltiplicatore, 1939
- La politica finanziara durante la depressione, 1939
- On the limits of state interference in economic affairs, 1939
- Une experience d’Economie dirigee: le systeme economique de Mohamed Aly El Kebir, 1939
- Living space, versus an international system, 1940
- Quelques aspects de la pensee economique contemporaine: economie libre ou „enchainee”?, 1940
- La funzione del regime aureo a del regime dei „clearings” e la ricostruzione dei rapporti commerciali internazionali, 1941
- Introduzione alla Politica Economica, 1942
- Gegenwärtige Strömungen in der italienischen Wirtschaftswissenschaft, 1944
- Zur Theori der Unternehmung, 1944
- Il Programma Economico Sociale del Liberalismo, 1945
- Einführung in die Wirtschaftspolitik, 1948
- Corso di Economia Politica, tom 1, 1949
- Economic Policy for the Thinking Man, 1950
- Two contrasting opinions regarding Italian economic policy, 1950
- Banking policy and the Keynesian „Multiplier”, 1951
- Corso di Economia Politica, tom 2, 1951
- Introduccion alla Politica economica, 1953
- Working of the slidding scale applied to wages in Italy, 1956
- Politica monetaria e piena occupazione, 1957
- Saggi di economia, 1961
- Articles contributed by Costantino Bresciani Turroni to the Review of Economic Conditions in Italy in the Years from 1947 to 1962, 1964
- Moneta e credito, 1997